# Street Racing Syndicate
Street Racing Syndicate é um jogo eletrônico do gênero de corrida desenvolvido pela Eutechnyx e publicado pela Namco em 2004 para Microsoft Windows, PlayStation 2, GameCube, Xbox e Game Boy Advance.
O jogo é ambientado na cena tuning em corridas ilegais por cidades como Los Angeles, Miami e Filadélfia, onde o jogador pode aprimorar seu carro e ganhar respeito e afeição de mulheres. Possui mais de 50 carros reais onde danos custam dinheiro para o jogador.